# St.-Petri-Kirche (Kopenhagen)

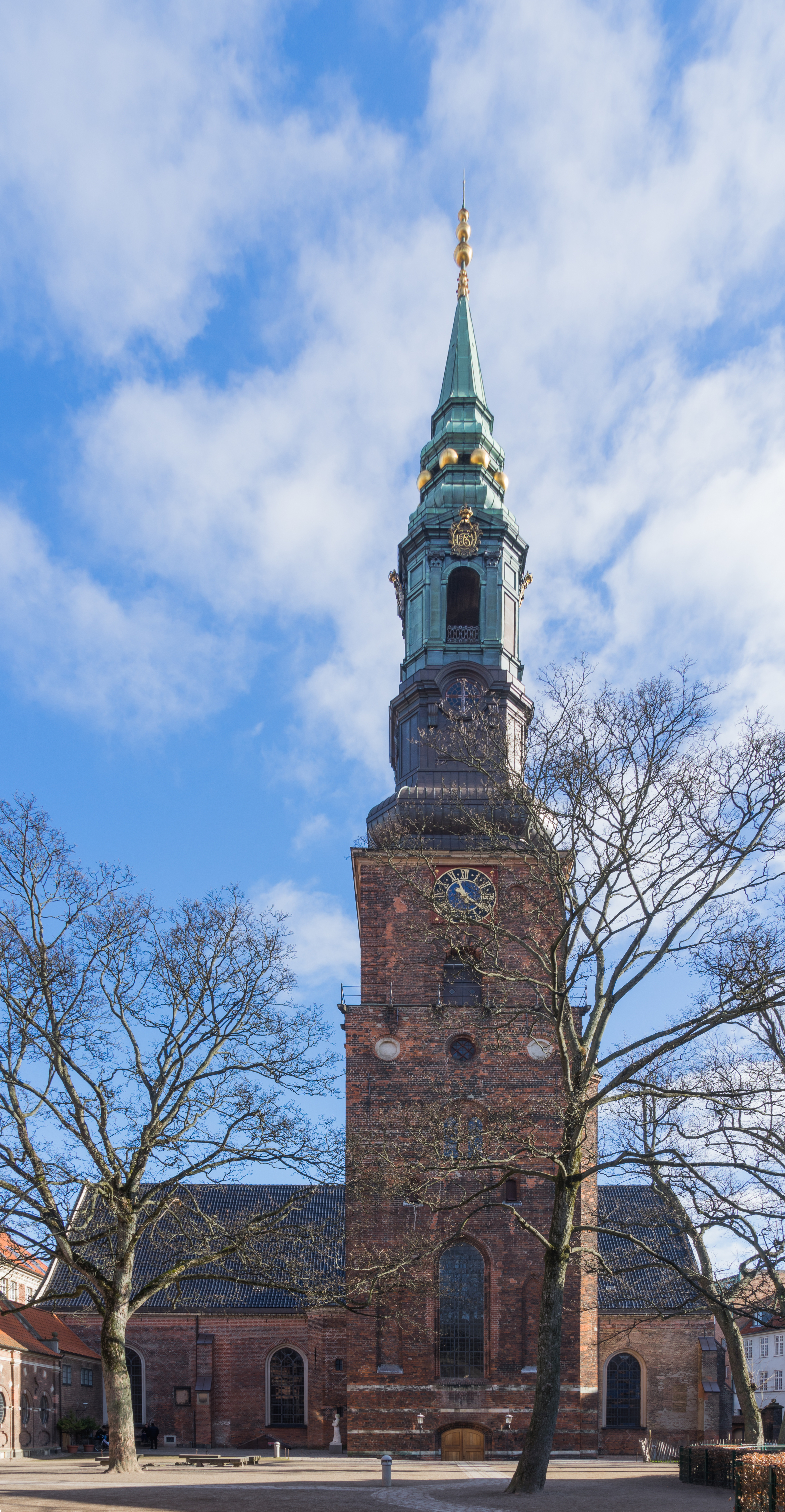
Sankt-Petri-Kirche, Kopenhagen

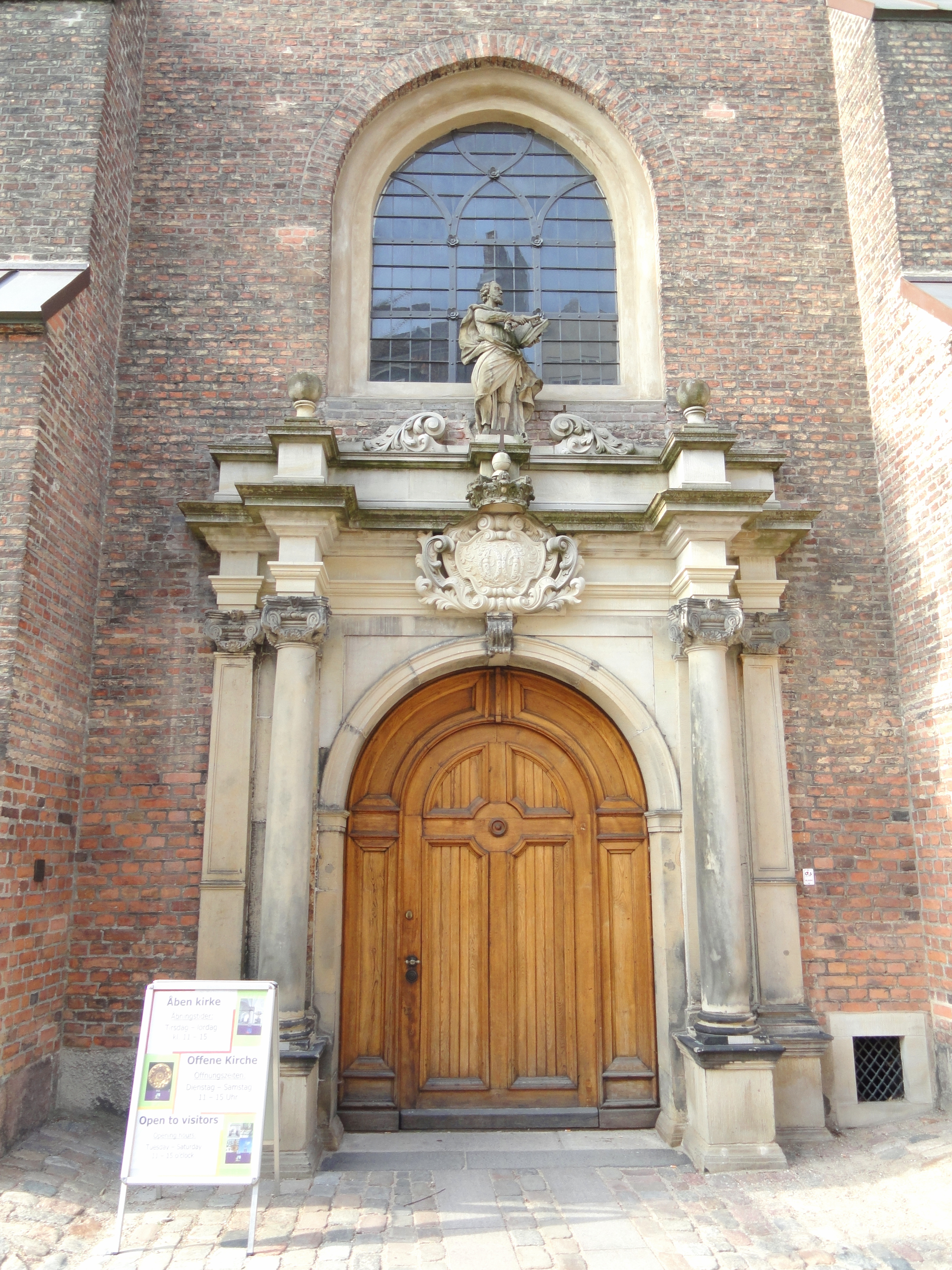
Portal

Die St.-Petri-Kirche in Kopenhagen ist die Kirche der deutschsprachigen evangelisch-lutherischen Gemeinde der Stadt.

## Geschichte
Die St.-Petri-Kirche liegt mitten in Kopenhagen schräg gegenüber der Vor Frue Kirke („Kirche unserer (lieben) Frau“) an der Ecke Nørregade/Sankt-Pederstræde im sogenannten Latinerkvarter. Sie ist die älteste erhaltene Kirche in der Kopenhagener Innenstadt.
Turm, Mittelschiff und Chor stammen aus der Mitte des 15. Jahrhunderts.
Die Kirche wurde mehrere Male erweitert. Christian IV. ließ im 17. Jahrhundert das Süd- und Nordschiff mehrjochig an die bis dahin einschiffige Kirche anschließen, wodurch der Kirchraum in Bezug auf seine auf den Chor im Osten ausgerichtete Hauptachse breiter als lang wurde. Der Baumeister Hans van Steenwinckel errichtete 1681 eine neue Grabkapelle. Ende des 17. Jahrhunderts ließ Christian V. ein weiteres Nordschiff errichten, welches heute seinen Namen trägt (Christian V.-Saal). Der Dachfirst dieser Hallenkirche steht quer zu ihrer liturgischen Hauptachse.

## Nutzung/Bedeutung
Vor der Reformation war St. Petri eine der vier städtischen Pfarrkirchen. Durch die Reformation kam sie unter die Verfügungsgewalt des Königs. Im Jahr 1585 wurde sie von König Friedrich II. der deutschsprachigen Gemeinde, die wahrscheinlich zehn Jahre zuvor gegründet worden war, zur Verfügung gestellt.
Die St.-Petri-Kirche war zuständig für die deutschsprachigen Untertanen des dänischen Königs in der Hauptstadt (auch im Stadtteil Christianshavn gab es ab dem 18. Jahrhundert eine deutsche Kirche). Dadurch bekam die St.-Petri-Kirche eine besondere Bedeutung. Zu jener Zeit war Deutsch die Sprache der Elite des Landes am Hof, sowie in Wirtschaft, Militär und Kultur. Auch umfasste der dänische Gesamtstaat im 17. bis 19. Jahrhundert die Herzogtümer Schleswig und Holstein. Viele bedeutende Persönlichkeiten des dänischen Staates waren deshalb Mitglied der St.-Petri-Gemeinde (z. B. Peder Schumacher Griffenfeld, Erik Pontoppidan der Jüngere, Nicolai Eigtved, Henrik Hielmstierne, Heinrich Ernst Graf Schimmelmann und möglicherweise auch Johann Friedrich Struensee). In den angefügten Grabkapellen wurden zahlreiche prominente Zeitgenossen bestattet; aufgrund der gesetzlichen Bestimmungen finden Beisetzungen heute nur noch als Urnenbegräbnisse statt. Die besondere Beziehung der Gemeinde zum Königshaus kommt auch heute noch durch den königlichen Patron zum Ausdruck.
Mit dem Deutsch-Dänischen Krieg und der Abtrennung Schleswigs, Holsteins und Lauenburgs von Dänemark 1864 verlor die St.-Petri-Kirche ihre Bedeutung als Oberschichtengemeinde.
Die St.-Petri-Gemeinde zählte am 25. Februar 2012 877 Mitglieder; Tendenz steigend. Mitglied ist man nicht automatisch nach dem Wohnort, sondern in Dänemark lebende Deutsche und Dänen mit einer besonderen Beziehung zu Deutschland melden sich selbst an (→ Personalgemeinde). Dies trägt dazu bei, dass die Gemeinde für ihre Größe unverhältnismäßig lebendig ist. Sie ist deutschsprachig und mit der EKD durch einen Vertrag verbunden, aber auch ein Teil der dänischen Volkskirche (Folkekirken). Zusammen mit der benachbarten Sankt-Petri-Schule, ihrer Kantorei und dem Sankt-Petri-Kulturverein stellt die Kirche heute ein wichtiges Zentrum der Pflege der deutschen Kultur und Sprache in Kopenhagen dar.

## Ausstattung

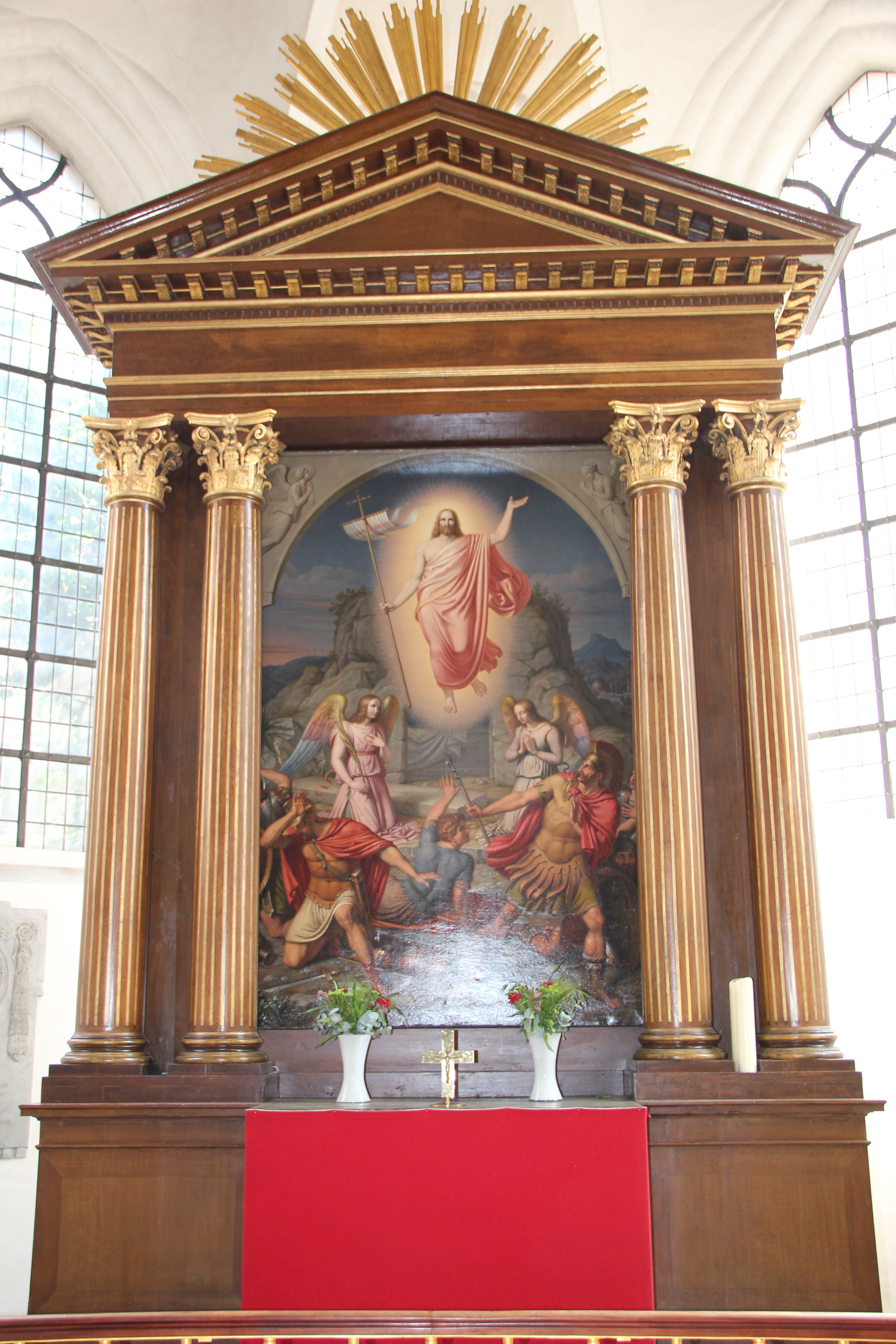
Klassizistischer Altar mit Darstellung der Auferstehung Christi

In der Kirche befindet sich ein Gemälde von Hinrich Krock, Christus auf dem Ölberg. Ein weiteres Gemäldes aus dem Jahr 1732 zeigt Christi Himmelfahrt. Undatiert ist ein Gemälde der Reformatoren.
Das klassizistische Altargemälde, das die Auferstehung Jesu zeigt, stammt von Johann Ludwig Lund (1819) und wurde von Friederike Brun gestiftet. Die Taufe aus Bronze wurde 1830 hergestellt.

### Orgel
Die Vorgängerorgel wurde von Johann Lorentz dem Älteren 1639 gebaut. Das Instrument wurde im 17. und 18. Jahrhundert von Gottfried Fritzsche und Lambert Daniel Kastens(en) umgebaut und erweitert.

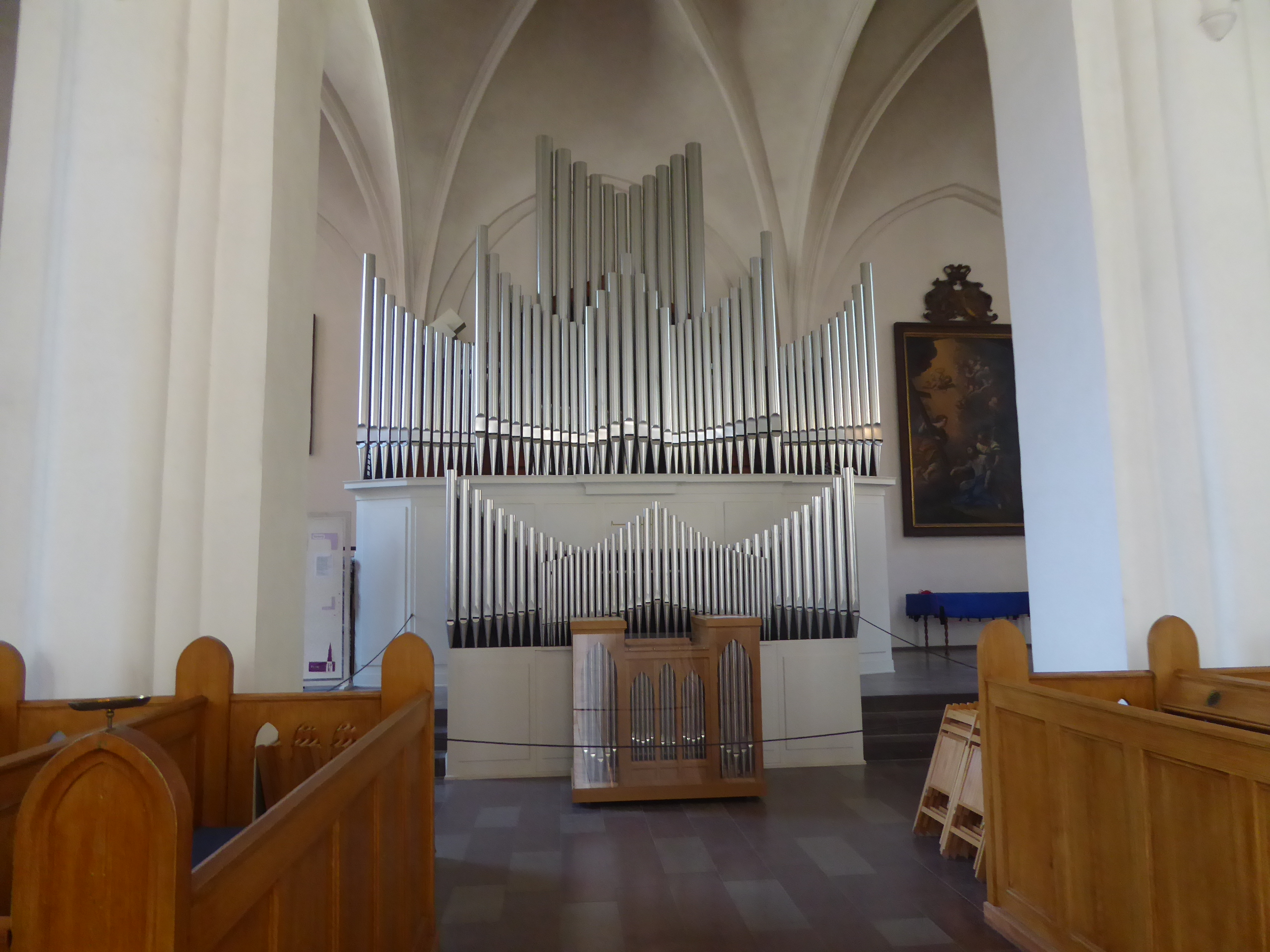
Orgel

Die heutige Orgel wurde von der Firma W. Sauer Orgelbau (Frankfurt/Oder) nach einem Entwurf des Architekten Thorvald Jørgensen (1867–1946) erbaut und am 3. April 1938 eingeweiht. Sie stand zunächst auf der Westempore und wurde im Zuge der Kirchenrestaurierung in das Nordschiff umgesetzt. Das Kegelladen-Instrument hat 42 Register und drei Transmissionen auf drei Manualen und Pedal. Die Spiel- und Registertrakturen sind elektropneumatisch. Sie ist eine wichtige Denkmalorgel aus der frühen Orgelbewegung und die einzige erhaltene Sauerorgel in Skandinavien.
| I Rückpositiv C–g3 |                    |        |
| 1.                 | Singend Gedakt     | 8′     |
| 2.                 | Offen Nachthorn    | 4′     |
| 3.                 | Prinzipal          | 2′     |
| 4.                 | Quinte             | 1 ⁄3′  |
| 5.                 | Terz               | 1 3⁄5′ |
| 6.                 | Jauchzend Pfeif II |        |
| 7.                 | Cymbel II          |        |
| 8.                 | Vox humana         | 16′    |
| 9.                 | Bärpfeife          | 8′     |
|                    | Tremulant          |        |

| II Hauptwerk C–g3 |             |       |
| 10.               | Quintade    | 16′   |
| 11.               | Prinzipal   | 8′    |
| 12.               | Gemshorn    | 8′    |
| 13.               | Koppelflöte | 8′    |
| 14.               | Oktave      | 4′    |
| 15.               | Rohrflöte   | 4′    |
| 16.               | Quinte      | 2 ⁄3′ |
| 17.               | Blockflöte  | 2′    |
| 18.               | Superoktave | 1′    |
| 19.               | Mixtur IV-V |       |
| 20.               | Trompete    | 8′    |

| III Schwellwerk C–g3 |                 |        |
| 21.                  | Lieblich Gedakt | 8′     |
| 22.                  | Prinzipal       | 8′     |
| 23.                  | Nachthorn       | 8′     |
| 24.                  | Salicional      | 8′     |
| 25.                  | Prinzipal       | 4′     |
| 26.                  | Klein Gedakt    | 4′     |
| 27.                  | Rohrquinte      | 2 ⁄3′  |
| 28.                  | Sifflöte        | 2′     |
| 29.                  | Terz            | 1 3⁄5′ |
| 30.                  | Scharff IV-V    |        |
| 31.                  | Fagott          | 16′    |
| 32.                  | Krummhorn       | 8′     |
| 33.                  | Feldtrompete    | 4′     |
|                      | Tremulant       |        |

| Pedal C–f1 |                |         |
| 34.        | Prinzipal      | 16′     |
| 35.        | Subbass        | 16′     |
| 36.        | Quintbass      | 10 2⁄3′ |
| 37.        | Oktavbass      | 8′      |
| 38.        | Bassflöte      | 8′      |
| 39.        | Oktave         | 4′      |
|            | Singend Gedakt | 4′      |
| 40.        | Nachthörnlein  | 2′      |
| 41.        | Mixtur IV      |         |
| 42.        | Posaune        | 16′     |
|            | Regal          | 8′      |
|            | Bärpfeife      | 4′      |

- Koppeln: I/II, III/II (auch als Sup- und Superoktavkoppeln), III/I, III/III als Sup- und Superoktavkoppeln, I/P, II/P, III/P
- Spielhilfen: 2 Freie Kombinationen, Tutti, Auslöser, Zungenabsteller, Registercrescendo, Walzenabsteller, Manualwechselschalter I/II, 6000-fache elektronische Setzeranlage.

## Pastoren
- Laurids Pedersen (1575–1581)
- Ove Lauridsen (1581–1582)
- Johannes Homann (1582–1593)
- Johannes Krafft (1596–1616)
- Bernhard Mejer (1616–1634)
- Wilkinus Langhorst (1634–1637)
- Thomas Lindemann (1638–1654)
- Daniel Pfeiff (1654–1662)
- Hieronymus Bueck (1662–1673)
- Gerlach Siassius (1673–1675)
- Christian Brämer (1676–1701)
- Johannes Lassenius (1676–1692)
- Bartholomäus Botsack (1693–1709)
- Heinrich Dürkop (1706–1730)

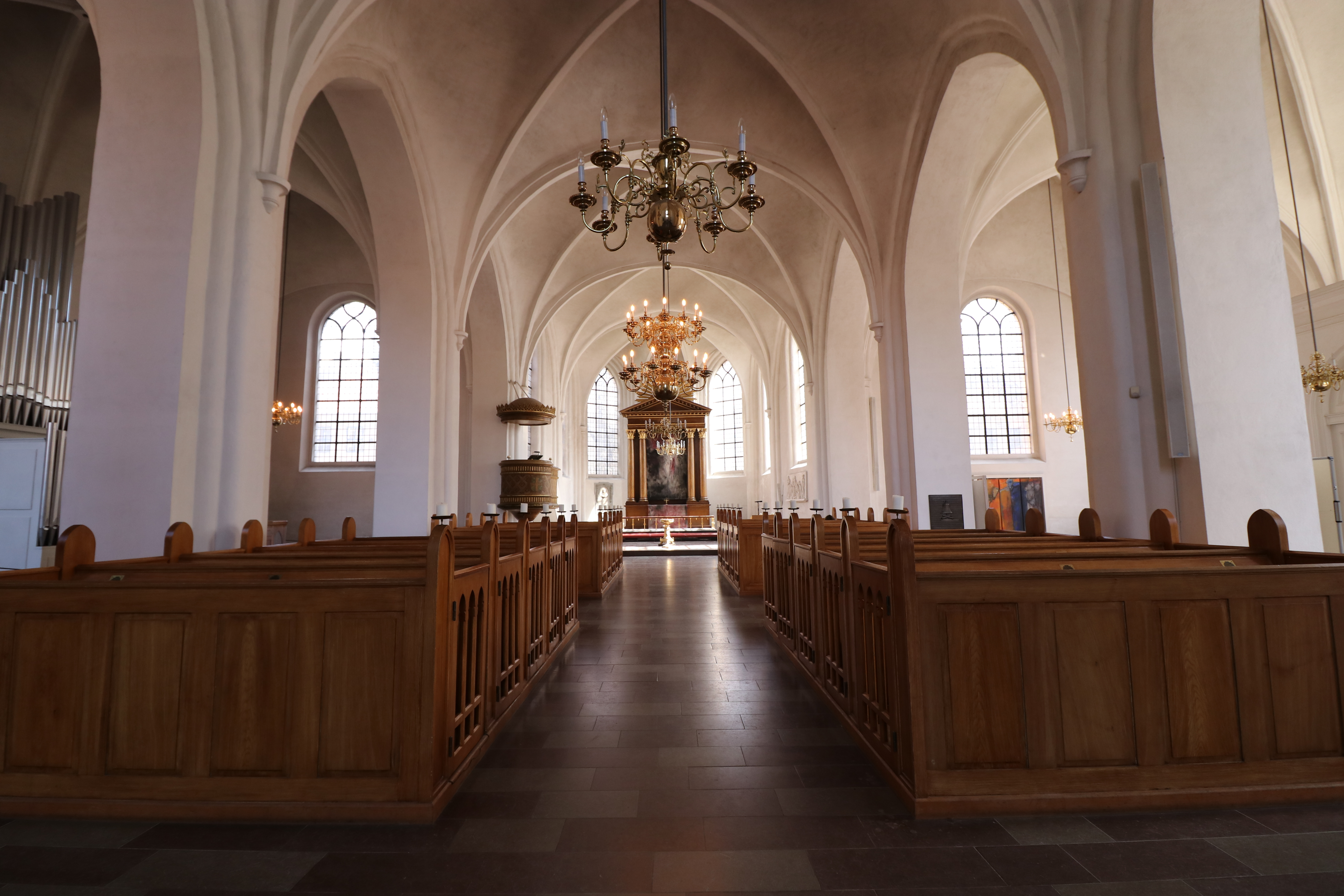
Kirchenschiff

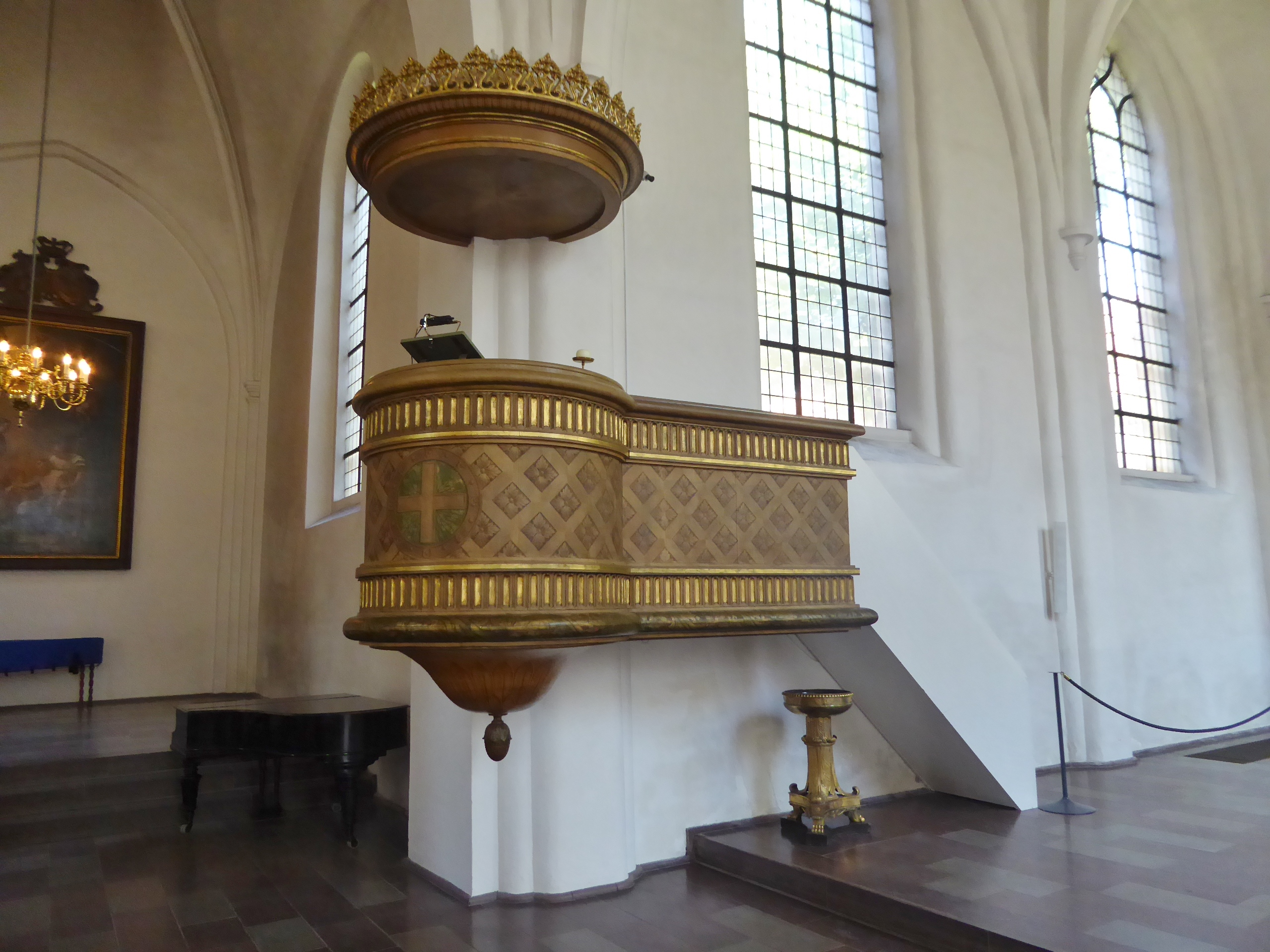
Kanzel

- Felix Christopher Mentzer (1706–1711)
- Matthias Schreiber (1712–1746)
- Anton Christopher Rohn (1729–1766)
- Eberhard David Hauber (1746–1765)
- Balthasar Münter (1765–1793)
- Friedrich Gabriel Resewitz (1767–1774)
- Ludwig Manthey (1775–1813)
- Johann Gottlob Marezoll (1794–1803)
- Matthias Friedrich Paisen (1803–1814)
- Albrecht Heinrich Matthias Kochen (1816–1824)
- Johann Christian Gottberg Johannsen (1825–1854)
- Paul Ferdinand Schmaltz (1856–1893)
- Carl Wilhelm Friedrich Kriel (1893–1904)
- Wilhelm Ludwig August Lampe (1904–)
- Werner Görnandt (1934–1960)
- Henning Schröer (1960–1967)
- Niels Hasselmann (1967–1979)
- Detlef von Holst (1996–2005)
- Markus Löwe (2006–2012)
- Peter Krogull (2012–2019)
- Rajah Scheepers (ab 1. August 2019)

## Organisten
- Niels Peter Jensen (1828–1846)
- Otto Malling (1878–1890)
- Gert Abramczyk (1936–1986)
- Thomas Schäfer-Winter (1986–1989 sowie 1998–2001)[5]
- Annedore Neufeld (2002–2005)
- Mark Baumann (2009–2018)
- Jonathan Sievers (seit 2019)